# تي غروبيشيتش
تي غروبيشيتش مواليد 3 ديسمبر 1985 في زغرب، هي لاعبة كرة يد كرواتية تلعب كجناح أيسر. مثلت منتخب كرواتيا لكرة اليد للسيدات.

## سجل المنافسة
شاركت في البطولات التالية:
- بطولة أوروبا لكرة اليد للسيدات 2014